# Южнохальмахерско-западноновогвинейские языки

Калимантанско-филиппинское объединение
Сулавесийские языки
Центрально-малайско-полинезийские языки
Южнохальмахерско-западноновогвинейские языки
Океанийские языки

Южнохальмахерско-западноновогвинейские языки представляют собой генетическое объединение австронезийских языков, распространённых на севере Молуккских островов и по западному побережью Новой Гвинеи (Индонезия). Всего включает 39 языков.
Генетически входит в восточно-малайско-полинезийскую зону, вместе с океанийскими языками.

## Классификация
- южнохальмахерская ветвь:
  - гане-макианская группа: гане, восточный макиан
  - юго-восточная группа: були, маба, патани, саваи
  - ираруту
- западноновогвинейская ветвь:
  - бомберайская группа: бедоанас, эрокванас
  - группа залива Чендравасих:
    - биакская подгруппа: биакский, дуснер, меосвар
    - иресим
    - мор
    - раджа-ампатская подгруппа: ас, бига, гебе, каве, легеньем, ма’я, маден, матбат, ваигео, вауяи
    - тандиа
    - варопен
    - япенская подгруппа: амбаи, ансус, бусами, марау, мунггуи, папума, пом, роон, серуи-лаут, вандамен, вои, куруду, вабо
    - яур
    - еретуар
    - мор